# 厦门轨道交通2号线
厦门轨道交通2号线是中国福建省厦门市的一条城市轨道交通路线，是厦门第二条通车的城市轨道交通路线。标识色为鹭岛绿，标示符号为凤凰木。路线连接了湖里区的五缘湾站至海沧区的天竺山站，于2019年12月25日开通运营。

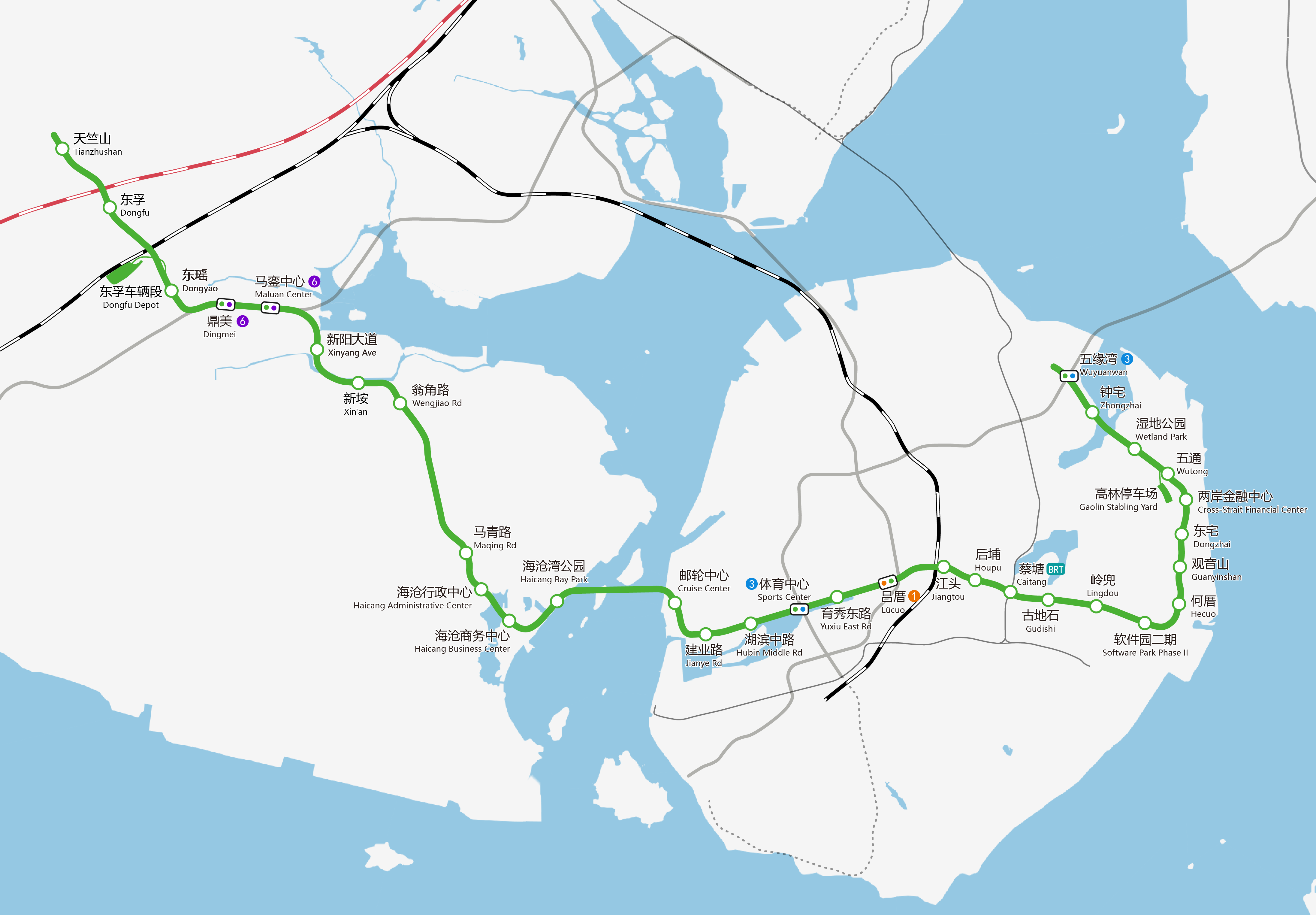
厦门地铁2号线实际走向图

## 概要
厦门轨道交通2号线是厦门轨道交通线网的次条路线，为线网的骨干路线之一。路线大致呈东西走向，由五缘湾站起往南方行，穿过五缘湾湿地公园，沿半屏山路、环岛干路转向西行，其后再沿吕岭路、湖滨南路，至邮轮中心站，並于国际邮轮码头下穿入海，经厦门西港、大兔屿过海。过海后沿海沧大道、海沧区CBD中心，下穿灌新隧道、海翔大道、东孚大道到达海沧区东孚街道天竺山站，並到达西端终点站。
路线全长41.6km，全部为地下线，共设置车站32座。列车采用车辆为B型车，采用六辆编组型式，单列全长约119米，由中车唐山制26列，中车长春制25列。列车最高运行速度80km/h，采用DC1500V接触网供电。该线路于2013年11月13日开工建设，于2019年12月25日开通运营（马銮中心、鼎美两站暂缓开通）。

## 历史
- 2015年7月1日，2号线全线开工。[6]

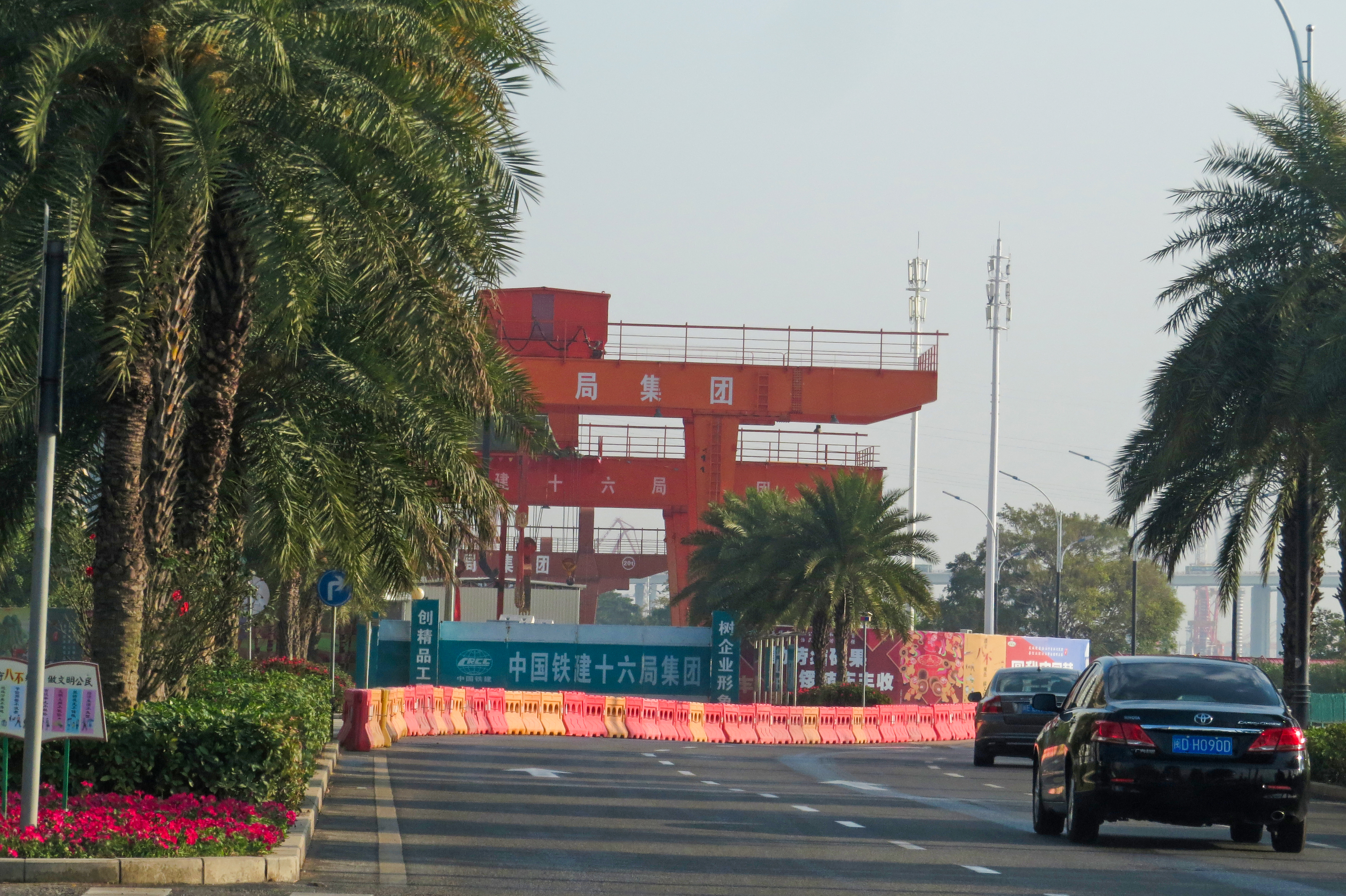
海沧大道上的地铁2号线工地

- 2016年1月29日，2号线过海隧道首台盾构机从海沧大道开挖。
- 2017年5月18日，2号线五缘湾南站至五缘湾站盾构区间双线贯通，为岛内首个贯通的区间。
- 2018年5月4日，2号线岭兜铺轨基地安装首节轨道，启动轨道铺设。
- 2018年6月22日，2号线开始安装接触网。
- 2018年9月20日，2号线东孚车辆段第一架信号机安装到位。
- 2018年11月13日，2号线全线车站主体封顶。
- 2018年12月6日，2号线首列列车下线。
- 2018年12月27日，2号线首列列车抵达厦门。
- 2018年12月31日，2号线全线洞通。
- 2019年5月13日，2号线轨道铺设全线贯通。[7]
- 2019年6月10日，2号线冷滑成功。
- 2019年6月13日，2号线实现全线电通。
- 2019年6月14日，2号线热滑成功，开启正线调试。
- 2019年7月12日，2号线开启试运行。
- 2019年11月28日，初期运营前安全评估通过。
- 2019年12月21日，厦门地铁2号线举办市民体验日活动，市民可免费乘坐体验。
- 2019年12月25日上午8时30分，正式开通运营[1]。（马銮中心、鼎美、东瑶暂缓开通）
- 2021年4月26日，东瑶站开通。[8]
- 2021年9月23日，受疫情防控影响，江头站暂停运营，列车不停靠通过[9]。

## 运营

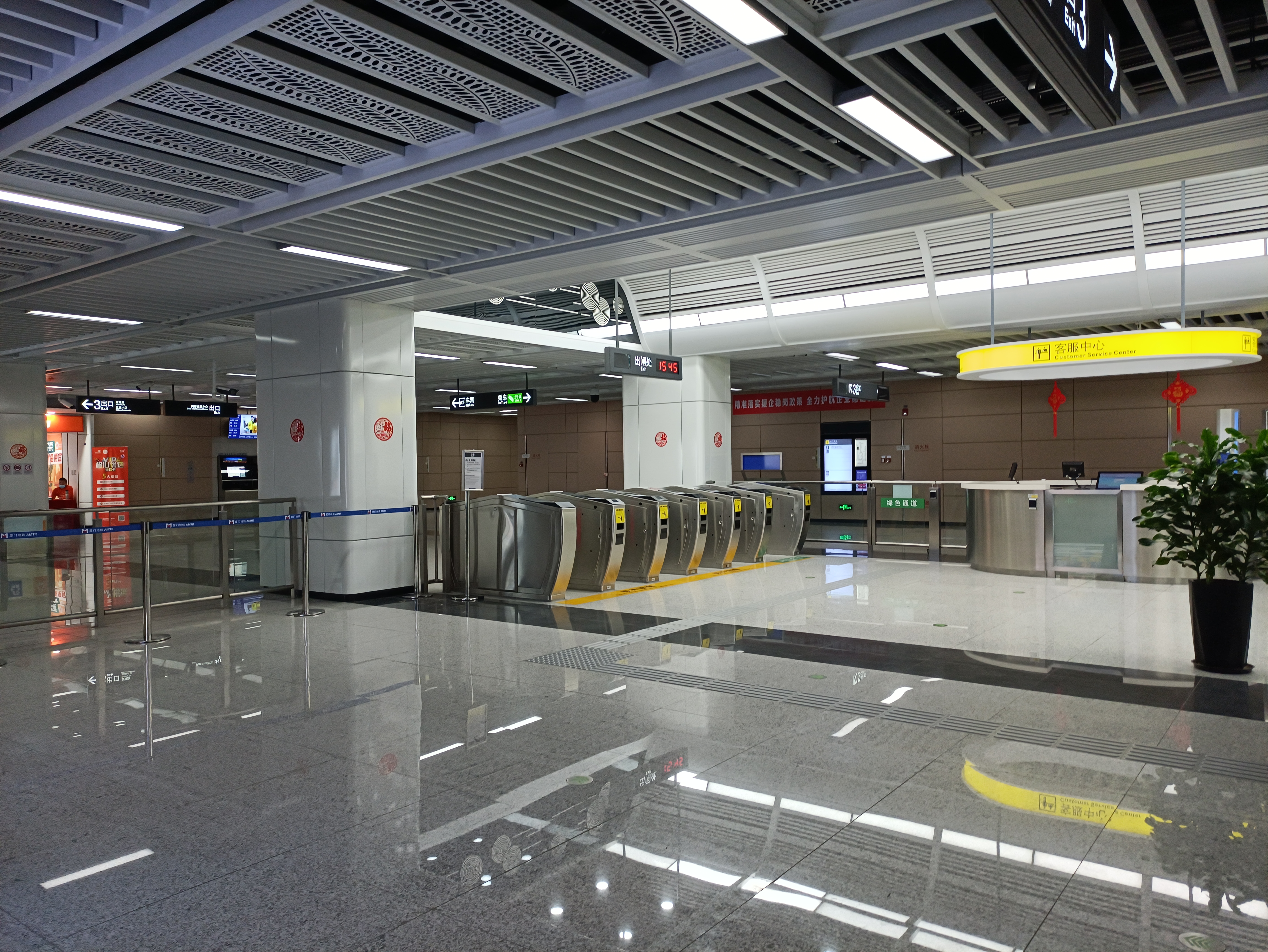
兩岸金融中心站出站闸机及服务中心

厦门地铁2号线线路图

2号线采取“大小交路”的运行模式，即“新垵-五缘湾”、“天竺山-五缘湾”两种交路，惟工作日早晚高峰时段采取单一大交路运行。发车比例为1:2（双休日8:00-20:00期间为1:1）。

## 车站
|                           |                |                               |                  |                                   |          |                              |                |
| 厦门轨道交通2号线车站列表 |                |                               |                  |                                   |          |                              |                |
| 分期                      | 车站名称       | 英文名                        | 车站类型         | 与前站距（米）                    | 站点位置 | 换乘线路                     | 开通日期       |
| 一期                      | 五缘湾         | Wuyuanwan                     | 地下二层侧式站台 | -                                 | 湖里区   | █ 3号线                      | 2019年12月25日 |
| 一期                      | 钟宅           | Zhongzhai                     | 地下二层岛式站台 | 1058                              | 湖里区   |                              | 2019年12月25日 |
| 一期                      | 湿地公园       | Wetland Park                  | 地下二层岛式站台 | 1323                              | 湖里区   |                              | 2019年12月25日 |
| 一期                      | 五通           | Wutong                        | 地下二层岛式站台 | 903                               | 湖里区   | █ 5号线 （规划）             | 2019年12月25日 |
| 一期                      | 两岸金融中心   | Cross-Strait Financial Center | 地下二层岛式站台 | 904                               | 湖里区   |                              | 2019年12月25日 |
| 一期                      | 东宅           | Dongzhai                      | 地下二层岛式站台 | 683                               | 思明区   |                              | 2019年12月25日 |
| 一期                      | 观音山         | Guanyinshan                   | 地下二层岛式站台 | 677                               | 思明区   |                              | 2019年12月25日 |
| 一期                      | 何厝           | Hecuo                         | 地下二层岛式站台 | 889                               | 思明区   |                              | 2019年12月25日 |
| 一期                      | 软件园二期     | Software Park Phase II        | 地下二层岛式站台 | 1165                              | 思明区   |                              | 2019年12月25日 |
| 一期                      | 岭兜           | Lingdou                       | 地下二层岛式站台 | 1196                              | 思明区   | █ 8号线 （规划）             | 2019年12月25日 |
| 一期                      | 古地石         | Gudishi                       | 地下二层岛式站台 | 1063                              | 思明区   |                              | 2019年12月25日 |
| 一期                      | 蔡塘           | Caitang                       | 地下二层岛式站台 | 1056                              | 湖里区   | █ 10号线 （规划）(由BRT改建) | 2019年12月25日 |
| 一期                      | 后埔           | Houpu                         | 地下二层岛式站台 | 862                               | 湖里区   | █ 9号线 （规划）             | 2019年12月25日 |
| 一期                      | 江头           | Jiangtou                      | 地下二层岛式站台 | 829                               | 湖里区   |                              | 2019年12月25日 |
| 一期                      | 吕厝           | Lücuo                         | 地下三层岛式站台 | 1160                              | 湖里区   | █ 1号线                      | 2019年12月25日 |
| 一期                      | 育秀东路       | Yuxiu East Road               | 地下二层岛式站台 | 1388                              | 思明区   |                              | 2019年12月25日 |
| 一期                      | 体育中心       | Sports Center                 | 地下二层岛式站台 | 875                               | 思明区   | █ 3号线                      | 2019年12月25日 |
| 一期                      | 湖滨中路       | Hubin Middle Road             | 地下二层岛式站台 | 1193                              | 思明区   | █ 7号线 （规划）             | 2019年12月25日 |
| 一期                      | 建业路         | Jianye Road                   | 地下二层岛式站台 | 1199                              | 思明区   |                              | 2019年12月25日 |
| 一期                      | 邮轮中心       | Cruise Center                 | 地下四层岛式站台 | 1180                              | 湖里区   |                              | 2019年12月25日 |
| 一期                      | 海沧湾公园     | Haicang Bay Park              | 地下二层岛式站台 | 2890                              | 海沧区   |                              | 2019年12月25日 |
| 一期                      | 海沧商务中心   | Haicang Business Center       | 地下二层岛式站台 | 1427                              | 海沧区   | █ 8号线 （规划）             | 2019年12月25日 |
| 一期                      | 海沧行政中心   | Haicang Administrative Center | 地下二层岛式站台 | 1069                              | 海沧区   |                              | 2019年12月25日 |
| 二期                      |                |                               |                  |                                   | 海沧区   |                              | 2019年12月25日 |
| 马青路                    | Maqing Road    | 地下二层岛式站台              | 843              |                                   | 海沧区   |                              | 2019年12月25日 |
| 翁角路                    | Wengjiao Road  | 地下二层岛式站台              | 3995             |                                   | 海沧区   |                              | 2019年12月25日 |
| 新垵                      | Xin'an         | 地下二层岛式站台              | 1152             |                                   | 海沧区   |                              | 2019年12月25日 |
| 新阳大道                  | Xinyang Avenue | 地下二层岛式站台              | 1556             |                                   | 海沧区   |                              | 2019年12月25日 |
| 马銮中心                  | Maluan Center  | 地下二层混合式站台            | 1532             | █ 4号线 （规划） █ 6号线 （在建） | 海沧区   | 暂缓开通                     |                |
| 鼎美                      | Dingmei        | 地下二层混合式站台            | 1311             | █ 6号线 （在建）                  | 海沧区   | 暂缓开通                     |                |
| 东瑶                      | Dongyao        | 地下二层岛式站台              | 1423             |                                   | 海沧区   | 2021年4月26日                |                |
| 东孚                      | Dongfu         | 地下一层侧式站台              | 2490             |                                   | 海沧区   | 2019年12月25日               |                |
| 天竺山                    | Tianzhushan    | 地下二层岛式站台              | 1800             |                                   |          | 2019年12月25日               |                |

## 事故
2017年2月12日18时30分许，2号线海沧大道站-东渡路站区间右线盾构现场在减压舱减压过程中起火，导致3人烧伤，三名伤者后经抢救无效死亡。 

2019年12月12日21时52分，二号线吕厝站10号缓建口发生坍塌，大量积水涌入大堂、月台、轨行区，并蔓延至1号线吕厝大堂，厦门轨道交通集团OCC发布抢修令，通知工务、机自、信号、通信派人抢修，启动《区间、车站水淹专项应急预案》及 [Ⅰ] 级响应。事故未造成人员伤亡，也未影响到2号线的按期开通。